# Ely Pouget
Elizabeth „Ely“ Pouget (* 30. August 1961 in New Jersey) ist eine US-amerikanische Schauspielerin.

## Leben und Leistungen
Pouget arbeitete zeitweise als ein Fotomodell. Sie debütierte 1985 als Schauspielerin in der Folge Rosella der Fernsehserie Miami Vice. In der Thrillerkomödie Cool Blue (1988) spielte sie an der Seite von Woody Harrelson und Hank Azaria eine der größeren Rollen. Im Actionfilm Showdown in L.A. (1989) von Michael Mann, der später als Heat neu verfilmt wurde, spielte sie die Rolle von Lillian Hanna.
Im SF-Thriller Death Machine (1995) spielte Pouget die Rolle der Managerin Hayden Cale, die von einem Kampfroboter gejagt wird. Eine größere Rolle spielte sie im SF-Thriller Der Rasenmäher-Mann 2 – Beyond Cyberspace (1996), der Fortsetzung des SF-Films Der Rasenmähermann.

## Filmografie (Auswahl)
- 1985: Miami Vice (eine Folge)
- 1988: Scout Academy (The Wrong Guys)
- 1989: Showdown in L.A. (L.A. Takedown)
- 1990: Cool Blue
- 1990: Sirene I (La grieta)
- 1991: Dark Shadows (Fernsehserie, 10 Folgen)
- 1993: Anklage – Abgetrieben (Silent Victim)
- 1995: Skrupellos und tödlich (Tall, Dark and Deadly)
- 1995: Death Machine
- 1996: Der Rasenmäher-Mann 2 – Beyond Cyberspace (Lawnmower Man 2: Beyond Cyberspace)
- 1997: Die tödlichen Vier (Total Reality)
- 2002: Outpatient
- 2008: Faded Memories
- 2015: The 3Tails Movie: A Mermaid Adventure